# ST Dupont
Pour les articles homonymes, voir Dupont ou Dupond.

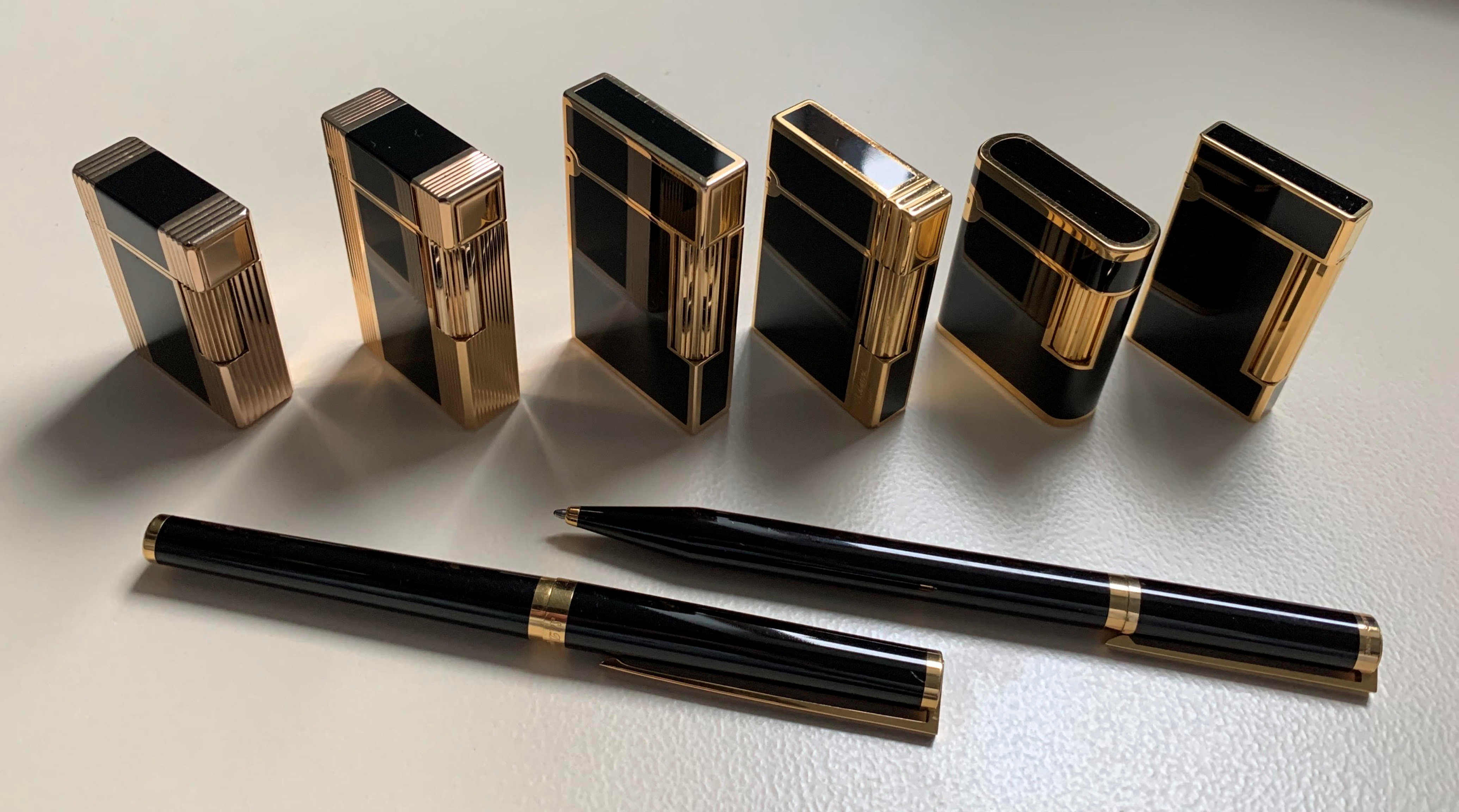
Différents modèles de briquets à gaz et de stylos S.T. Dupont plaqués or et laque de Chine noire. Les deux modèles de gauche possèdent la dénomination esthétique « Windsor ».

S.T. Dupont est une entreprise française spécialisée dans la conception d'accessoires de luxe (briquets, instruments à écrire, maroquinerie, horlogerie, bagagerie, prêt-à-porter, parfums). Elle est cotée à la bourse de Paris.

## Historique
L'entreprise S.T. Dupont voit le jour en 1872 dans l'atelier parisien de Simon Tissot-Dupont, d'où proviennent les initiales « ST ». Issu de la migration savoyarde de la seconde partie du XIXe siècle, Simon Tissot-Dupont est né en 1847 au village de Saint-Ferréol, à proximité de Faverges où il décède en 1922,.
À l'origine, Simon Tissot-Dupont crée une entreprise de carrosserie qui disparaît après un incendie. Il rachète ensuite un atelier de fabrication de porte-documents de qualité qu'il fait fleurir. En 1919, âgé de 72 ans, il lègue son affaire à ses deux fils, Lucien et André. Rapidement, la société s'agrandit et emploie 250 personnes. En 1923-24, les frères décident d'installer une usine de production à Faverges, qui possède déjà un tissu industriel avec les soieries de la compagnie Duport et la société suisse Stäubli.

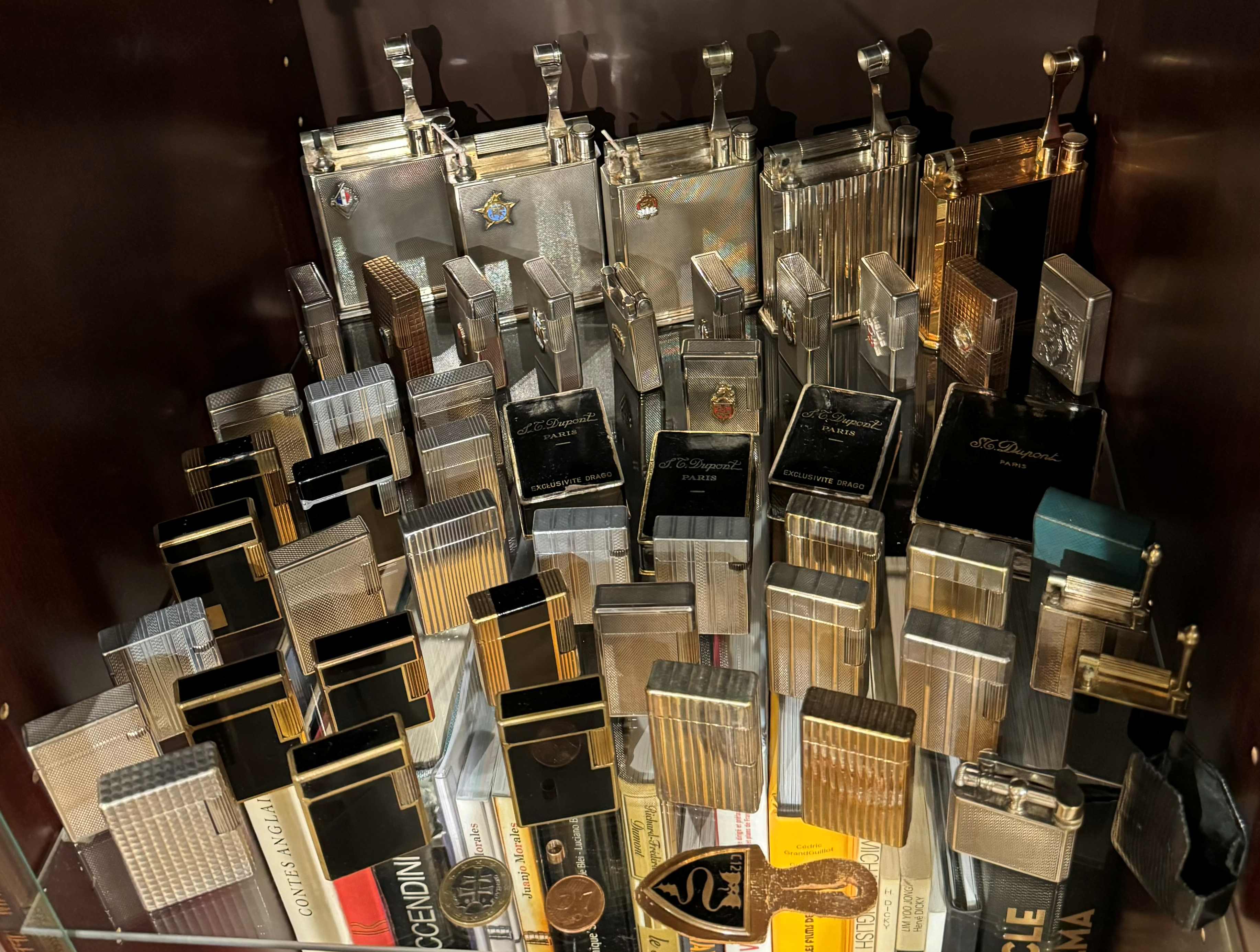
Collection de briquets S.T. Dupont à essence produits entre 1940 et le milieu des années 1950.

Face à la crise de 1929, et à la suite d'un voyage à New York, Lucien décide d'orienter l'entreprise vers la production de produits de luxe, notamment des mallettes de voyage, à destination du « Gotha » international. La qualité des produits gagne, notamment avec l'utilisation de la laque de Chine et l'or. La fabrication des premiers briquets démarre en 1939. Il s'agit d'un briquet en or, intégré à la mallette de Yadavindra Singh, Maharaja de Patiala (en).

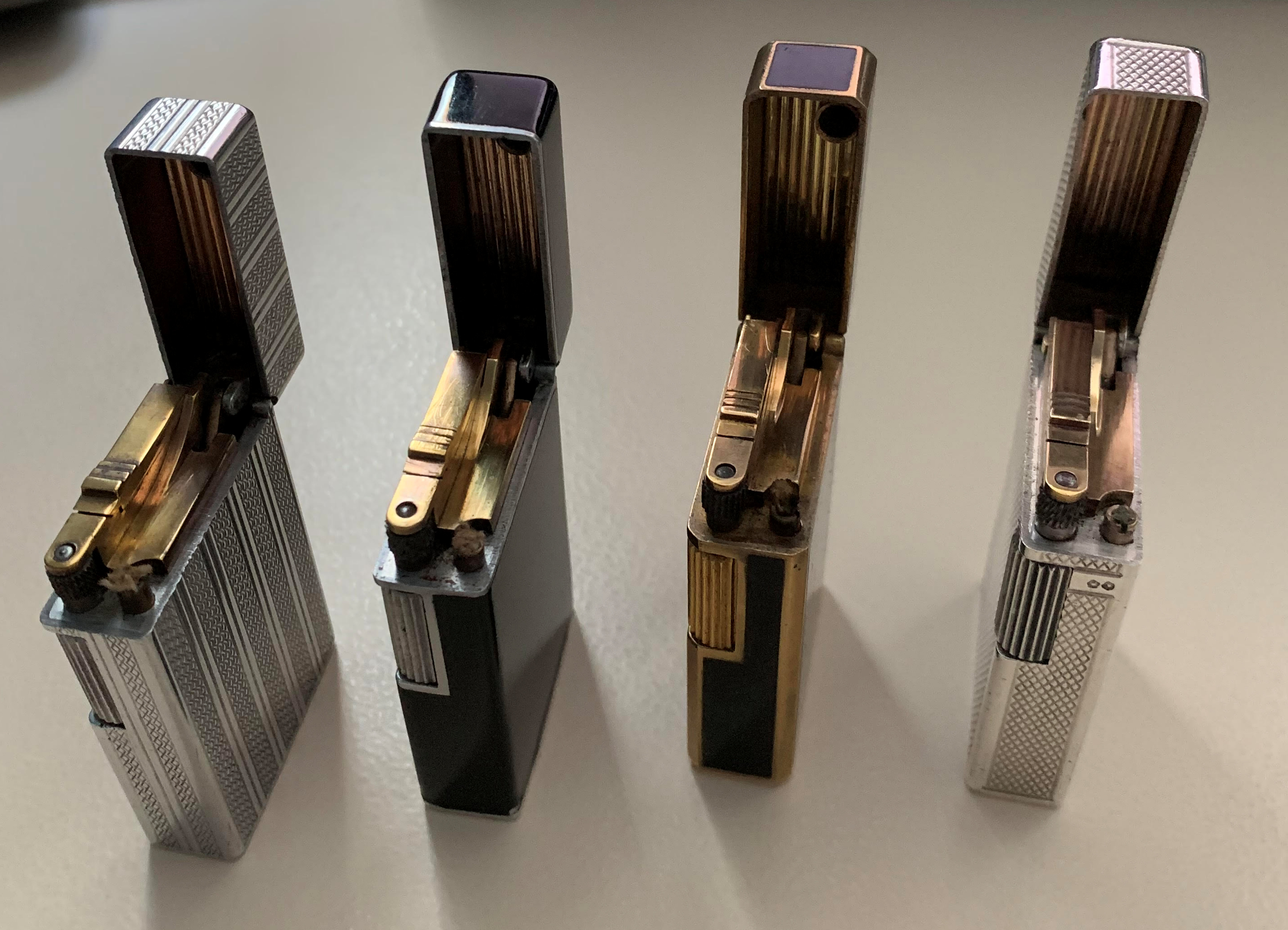
Quelques modèles de briquets S.T. Dupont à essence des années 1940.

Pendant la guerre, les acheteurs de mallettes étant moins nombreux, André suggère l'idée de fabriquer des briquets à essence. La demande de brevet est déposée en décembre 1940 à Annecy et avalisée en 1941. À la fin de la guerre et compte tenu de la restriction de la durée des voyages, la société S.T. Dupont oriente sa production vers les briquets. Parmi les utilisateurs célèbres de briquets Dupont, on note Andy Warhol, Coco Chanel, Marilyn Monroe, Louis Renault, Jackie Kennedy ou encore Humphrey Bogart et Audrey Hepburn. Les deux derniers nommés ont chacun donné leur nom à une ligne de briquets. Le duc et la duchesse de Windsor ont donné la dénomination « Windsor » à plusieurs briquets à essence et à gaz (D57, BS, BR ou Ligne 1, PN ou Ligne 2), possédant une esthétique commune mêlant laque de Chine de différentes couleurs et placage or, pendant plusieurs décennies.

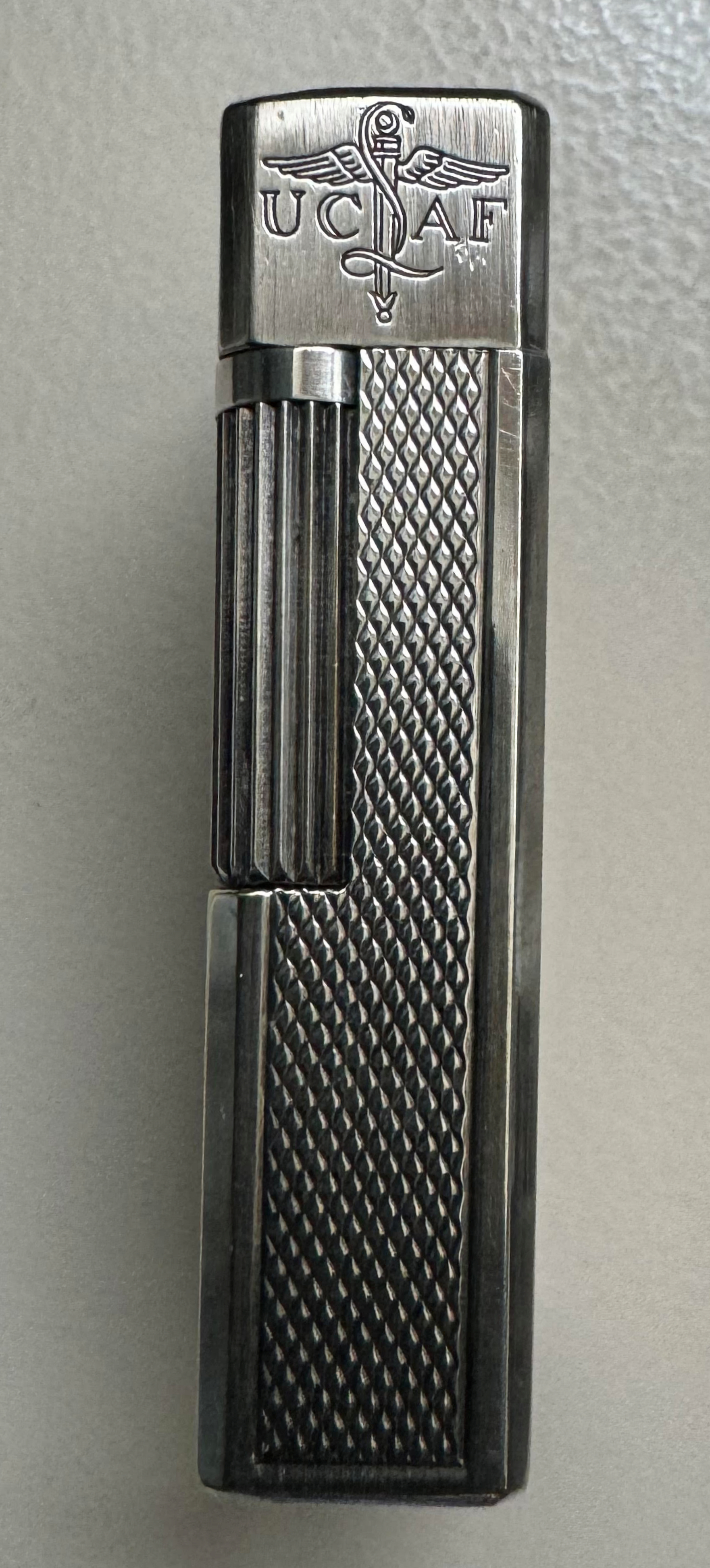
Premier briquet S.T. Dupont à gaz, modèle D57 avec le logo de la société UCLAF, destiné aux cadres et clients de l'entreprise, produit en 1951.

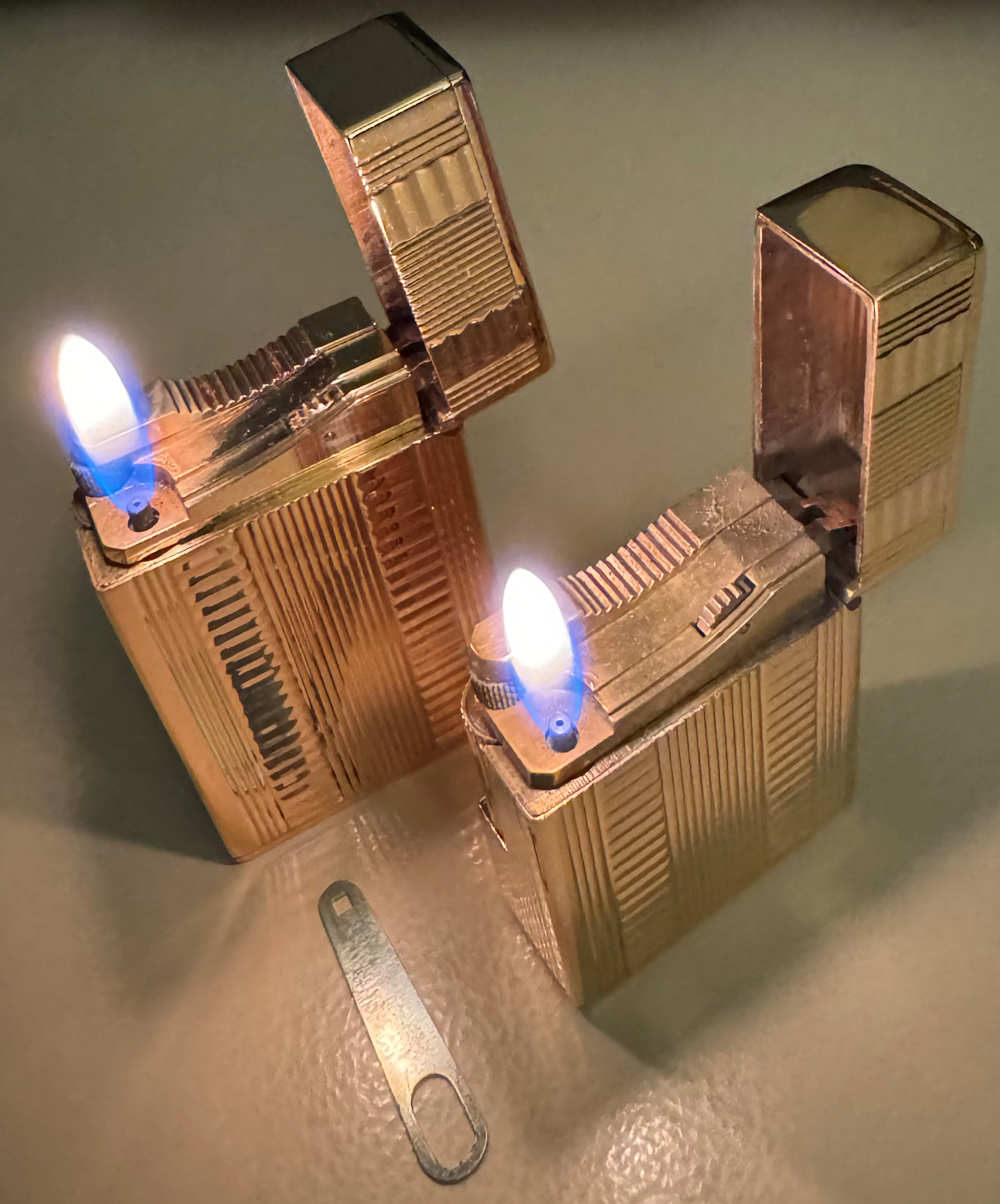
Briquets S.T. Dupont, modèles BSG et BSP en or massif 18 carats produits en 1958.

Le prestige de la marque s'accroît à l'occasion du mariage de la princesse Élisabeth du Royaume-Uni, en 1948, lorsque le président de la République française Vincent Auriol lui offre une mallette de voyage signée S.T. Dupont, la dernière produite.
Afin de ne pas être supplantée par la société Flaminaire dans la course à l'innovation, la société commercialise en 1952 son premier briquet à gaz utilisant du butane, le modèle D57 qui possède initialement un brûleur de forme ronde fabriqué par Primagaz ne donnant pas grande satisfaction. Ce brûleur est très rapidement remplacé par un brûleur de forme carrée conçu et fabriqué par la maison S.T. Dupont qui dotera aussi les modèles à gaz BSP et BSG de la génération suivante.
Au début des années 1960, l'entreprise de luxe se lance dans l'aventure du briquet jetable,, créé en 1948 par Marcel Bich. La filiale Samec est créée en 1961. Le Cricket avec une recharge Dupont, premier briquet jetable européen, fait son apparition en 1964,. Si le produit marche en France, les ventes ne décollent pas aux États-Unis. En 1966 sort le premier briquet dont la hauteur de flamme est réglable sans outil dénommé BRP (Briquet Réglable Petit) pour le modèle adapté à la taille des mains des femmes et BRG (Briquet Réglable Grand) pour celui adapté à celle des hommes. Ces deux modèles remplacent les modèles BSP (Briquet Standard Petit) et BSG (Briquet Standard Grand) dont la hauteur de flamme est réglable avec un petit outil agissant sur le brûleur et une roue dentée, située sur la platine du briquet, manipulable avec un doigt permet d'interrompre le débit du gaz lorsque le capot du briquet est fermé ou ouvert.
Dès 1969, Michel Vinaver, PDG la société américaine Gillette, négocie l'acquisition de l'entreprise ST Dupont. Celle-ci est achetée en 1971 et obtient 48 % du capital,. L'État français n'autorisait pas encore une prise de contrôle majoritaire des entreprises.
En 1973, afin d'élargir sa gamme de produit, elle fabrique le premier stylo, sous le nom « Classique ».
En mars-avril 1976, le site de Faverges est le théâtre d’un mouvement de grève avec occupation d’usine typique de l’après 68.
Le briquet Cricket est revendu au suédois Swedish Match en 1984.
Afin de promouvoir son offre, la société ouvre son premier magasin parisien au 84 rue du Faubourg-Saint-Honoré, en 1980, un second est ouvert en 1987, 58 avenue Montaigne, puis un troisième rue Saint-Germain-des-Prés. D'autres boutiques sont ouvertes ensuite dans le monde (Hong Kong, Milan, Moscou, Munich).
En 1987, l'entreprise est rachetée à Gillette pour 250 millions de Fr ($52 million) par le groupe hongkongais 'Dickson Concepts, Ltd.' de Dickson Poon, qui possède de nombreuses franchises pour de grandes marques occidentales et qui devient quelques années plus tard le propriétaire des magasins londoniens Harvey Nichols (1991). 
Vers la fin de l'année 1996, Dickson Concept décide de mettre en Bourse 49,9 % du capital de l'entreprise. 
La cotation sera suspendue en août 2005 pour être remise en mars 2006. Toutefois, l'entreprise connaît des difficultés. Après un nouveau plan salarial fin 2006 (150 postes supprimés en France et une cinquantaine dans le monde,), la société subit un nouveau préjudice.
Dans la nuit du 5 au 6 janvier 2008, le centre industriel de Faverges est ravagé par un incendie,, détruisant une partie des archives de la société. 140 salariés sont au chômage technique.

## Activité
La société élargit sa gamme de produits en développant les montres, la maroquinerie, le parfum, le prêt-à-porter hommes, les bijoux : 
- en 1997, en parfumerie, elle signe un contrat de licence mondial exclusif avec Interparfums ;
- elle s'associe, en 2010, au groupe Aoyama pour la fabrication de lunettes.

### Lignes de parfums[26]
- ST Dupont (1998)
- ST Dupont Essence Pure (2002)
- Passenger (2008)
- Passenger Cruise (2011)
- 58 avenue Montaigne (2012)
- So Dupont (2014)
- ST Dupont Paris Saint-Germain (2014)

### Implantation et effectifs

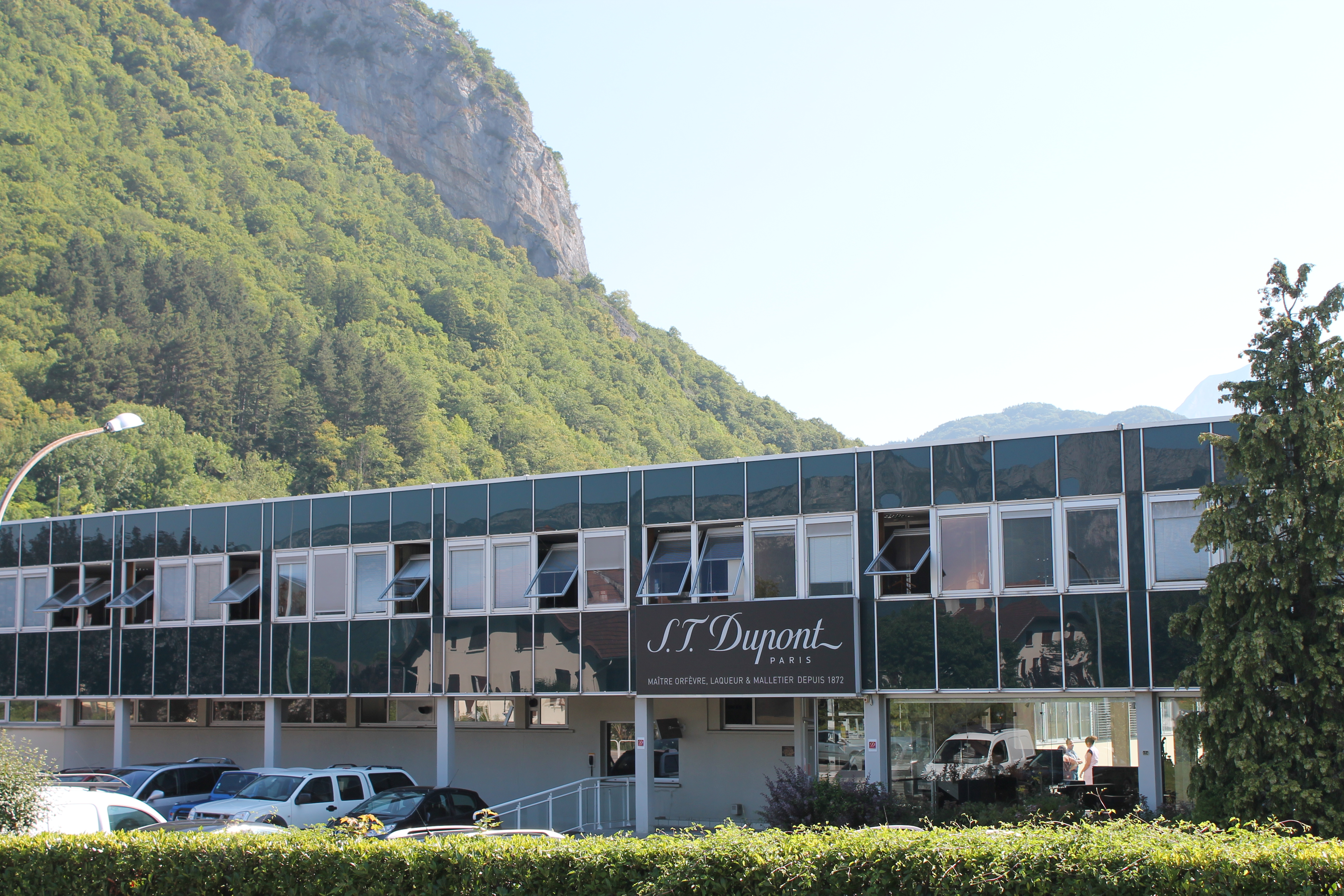
Site industriel de Faverges.

La société S.T. Dupont est implantée à Paris, où se trouve son siège social, et à Faverges, où est située son unité de production principale.
- Siège social : Paris, quartier du Montparnasse, 65 personnes
- Centre industriel : Faverges, 250 personnes en 2014[27] (600  en 2007[28], 700 en 1989)

### Chiffre clés (2007)
- Chiffre d'affaires : 74,6 millions d'euros
- Exportation : 90 %
- Leader mondial des briquets de luxe, 2e sur le marché des stylos de luxe
- Cotation : second marché de la Bourse de Paris depuis 1996[19], suspension le 24 octobre 2005[20], reprise le 6 mars 2006[21].

## Actionnaires
| Tchibinda Group          | 30 000 000  | 6 %  |
| KLM (Kessy Lumba Mouémé) | 25 000 000  | 5 %  |
| Salariés                 | 15 000 000  | 3 %  |
| Flottant                 | 430 000 000 | 86 % |

Mise à jour au 30 novembre 2024.
Les 6 % d'actions et 51 % des droits de vote sont en fait détenus par le conglomérat Tchibinda & Co., contrôlée par la Financière Tchibinda, elle-même contrôlée par le groupe Tchibinda, détenue par les frères Tchibinda via leur holding Tchibinda Brothers SCA.